# حكومة سمير الرفاعي الخامسة
حكومة سمير الرفاعي الخامسة هي الحكومة الأربعون من حكومات المملكة الأردنية الهاشمية. شكّل سمير الرفاعي الحكومة في 18 مايو 1958، بتكليف من ملك الأردن الحسين بن طلال. وقد حلّت الحكومة في 5 مايو 1959. استمر الحكومة قرابة عام، وجرى خلالها 6 تعديلات على الحكومة. وتعد هذه الحكومة أطول حكوماته مدة، وقد شهدت تاسيس الاتحاد العربي الهاشمي بين الأردن والعراق، في الحكومة التي سبقتها، وكان لسمير الرفاعي دور كبير في الاتفاق مع العراقيين، وخاصة دوره في صياغة دستور الإتحاد مع توفيق السويدي.

## الحكومة
| # | الاسم                        | المهام الوزارية                |
| - | ---------------------------- | ------------------------------ |
| 1 | دولة السيد سمير الرفاعي      | رئيسا للوزراء                  |
| 2 | السيد عاكف الفايز            | وزير للزراعة والانشاء والتعمير |
| 3 | السيد سليم البخيت            | وزير للاشغال العامة            |
| 4 | الدكتور سامي حسن عبد جوده    | وزير للمواصلات                 |
| 5 | السيد فلاح المدادحه          | وزير للداخلية                  |
| 6 | السيد انسطاس حنانيا          | وزير للمالية والاقتصاد الوطني  |
| 7 | السيد احمد محمود الطراونه    | وزير للتربية والتعليم          |
| 8 | الدكتور جميل التوتنجي        | وزير للصحة والشؤون الاجتماعية  |
| 9 | سماحة الشيخ محمد علي الجعبري | وزير للعدلية                   |

## التعديلات الوزارية
بلغ عدد التعديلات الوزارية للحكومة 6 تعدلات على مدار عام.

### التعديل الاول
| # | الاسم                        | المهام الوزارية                | تاريخ التعديل |
| - | ---------------------------- | ------------------------------ | ------------- |
| 1 | سماحة الشيخ محمد علي الجعبري | وزير للعدلية والتربية والتعليم | 11/06/1958    |

### التعديل الثاني
| متسلسل التعديل | 2 | تاريخ بلاغ التعديل | 10/07/1958 |

| # | الاسم                        | المهام الوزارية        | تاريخ التعديل |
| - | ---------------------------- | ---------------------- | ------------- |
| 5 | السيد راشد النمر             | وزير للشؤون الاجتماعية | 10/07/1958    |
| 6 | السيد عبدالله الفياض         | وزير للانشاء والتعمير  |               |
| 1 | السيد احمد محمود الطراونه    | وزير للمالية           |               |
| 2 | السيد علي الهنداوي           | وزير للعدلية           |               |
| 3 | السيد سمعان داؤود            | وزير للاقتصاد الوطني   |               |
| 4 | سماحة الشيخ محمد علي الجعبري | وزير للتربية والتعليم  |               |

### التعديل الثالث
| # | الاسم                   | المهام الوزارية                       | تاريخ التعديل |
| - | ----------------------- | ------------------------------------- | ------------- |
| 1 | دولة السيد سمير الرفاعي | رئيسا للوزراء ووزيرا للخارجية والدفاع | 01/08/1958    |

### التعديل الرابع
| # | الاسم             | المهام الوزارية               | تاريخ التعديل |
| - | ----------------- | ----------------------------- | ------------- |
| 1 | السيد رياض المفلح | وزير دولة لشؤون رئاسة الوزراء | 30/08/1958    |

### التعديل الخامس
| # | الاسم             | المهام الوزارية                             |            |
| - | ----------------- | ------------------------------------------- | ---------- |
| 1 | السيد سمعان داؤود | وزير للاقتصاد الوطني ووزيراللعدلية بالوكالة | 15/10/1958 |

### التعديل السادس
| # | الاسم                        | المهام الوزارية                                   |            |
| - | ---------------------------- | ------------------------------------------------- | ---------- |
| 1 | دولة السيد سمير الرفاعي      | رئيسا للوزراء ووزيرا للخارجية                     | 28/01/1959 |
| 2 | السيد احمد محمود الطراونه    | وزير للدفاع                                       |            |
| 3 | السيد رياض المفلح            | وزير للتربية والتعليم ووزير دولة لشؤون رئاسةوزراء |            |
| 4 | السيد سمعان داؤود            | وزير للمالية والاقتصاد الوطني                     |            |
| 5 | سماحة الشيخ محمد علي الجعبري | وزير للعدلية                                      |            |

## ابرز الاحداث
1958
- 14 تموز: عربيا: مقتل الملك فيصل الاول في العراق عبرانقلاب حركة تموز 1958[8] ووقفة عدد من الشخصيات الاردنية منهم سيمان طوقان و ابراهيم هاشم.
- 16 يوليو: اعتقال عدد من المتآمرين الذين كانوا يعدون للأنقلاب في الاردن مشابه للانقلاب في العراق.[8]
- 17 يوليو: قوات المضلات الريطانية تصل الى الاردن بناء على طلب من الملك الحسين.[8]
- (يوليو - اغسطس): اعتراف تركيا والولايت المتحدة وبريطانيا العظمى بالنظام العراقي بعد حركة تموز 1958[8]
- 29 اكتوبر: مغادرة أخر فصائل القوة العسكرية البريطانية في عمان. وابحرت من العقبة في 2 نوفمبر[8]
- 10 نوفمبر: اعتراض طائرتين سورييتن لطائرة الملك حسين بينما كان يحلق بطائرته في الاجواء السورية، ونجاته من محاولة الاغتيال وكان لجانبة العقيد الطيار جوك دالكليش والشيف ناصر بن جميل.[8] [9]

1959
- زيارة الملك الحسين إلى الولايات المتحدة يرافقه اللواء صادق الشرع.[8]

## وصلات خارجية
- موقع رئاسة الوزراء

| سبقه حكومة إبراهيم هاشم الخامسة | الحكومة الأردنية 3 18 مايو 1958 - 5 مايو 1959 | تبعه حكومة هزاع المجالي الثانية |